# منى برنتسن
منى برنتسن أو باسمها الكامل منى جانيت برنتسن ( بالنرويجية : Mona-Jeanette Berntsen ) من مواليد 16 يناير 1990. و هي فنانة نرويجية-مغربية , متخصصة في فن الرقص.

## نشأتها
ولدت منى بمنطقة يار في بلدية باروم "Bærum"- مقاطعة آكرشوس بالنرويج. لأم مغربية و أب من شمال النرويج.
تقيم منى في لوس أنحلس في الولايات المتحدة الأمريكية.

## أعمالها
عملت منى مع عدة فنانين مشاهير مثل : جاستن بيبر , جاستن تمبرليك , كريس براون , أليشيا كيز.

## وصلات خارجية
- الموقع الرسمي ل"منى"

1. ↑   http://www.proff.no/rolle/mona-jeanette-berntsen/oslo/1065215/. {{استشهاد ويب}}: |url= بحاجة لعنوان (مساعدة) والوسيط |title= غير موجود أو فارغ (من ويكي بيانات) (مساعدة)